# 涼宮ハルヒの記憶
『涼宮ハルヒの記憶』（すずみやハルヒのきおく）は、テレビアニメ『涼宮ハルヒの憂鬱』のコンピレーション・アルバム。2009年8月5日にLantisから発売された。

## 概要
2009年8月5日発売であり、『涼宮ハルヒの記録』と同時発売された。このアルバムに収録されている曲は、テレビアニメやゲームのオープニングテーマやエンディングテーマを歌った平野綾、茅原実里、後藤邑子の楽曲が収録されている。CDジャケットには、涼宮ハルヒ、長門有希、朝比奈みくるが描かれている。

## 収録曲
（全作詞：畑亜貴）
1. ハレ晴レユカイ [3:33]
作曲：田代智一、編曲：安藤高弘
  - テレビアニメ『涼宮ハルヒの憂鬱』エンディングテーマ
2. うぇるかむUNKNOWN [3:21]
作曲：鈴木盛広、編曲：近藤昭雄
  - ラジオ『涼宮ハルヒの憂鬱 SOS団ラジオ支部』エンディングテーマ
3. 最強パレパレード [4:17]
作曲：田代智一、編曲：安藤高弘
  - ラジオ『涼宮ハルヒの憂鬱 SOS団ラジオ支部』オープニングテーマ
4. 運命的事件の幸福 [4:29]
作曲：田村信二、編曲：近藤昭雄
  - ラジオ『涼宮ハルヒの憂鬱 SOS団ラジオ支部』エンディングテーマ
5. 世界が夢見るユメノナカ [4:31]
作曲：田代智一、編曲：安藤高弘
  - PSP用ソフト『涼宮ハルヒの約束』グッドエンディングテーマ
6. 最終未来を見せて! [3:51]
作曲：田代智一、編曲：安藤高弘
  - PSP用ソフト『涼宮ハルヒの約束』バッドエンディングテーマ
7. BE BE BEAT!! [3:52]
作曲：田代智一、編曲：近藤昭雄
  - Wii用ソフト『涼宮ハルヒの激動』挿入歌
8. だって地球が回るから [3:43]
作曲・編曲：村井大
  - ニンテンドーDS用ソフト『涼宮ハルヒの直列』オープニングテーマ
9. Wonder trip [3:38]
作曲：松井望、編曲：安藤高弘
  - ニンテンドーDS用ソフト『涼宮ハルヒの直列』エンディングテーマ
10. ソノママ JET JUMPER [3:50]
作曲：村井大、編曲：安藤高弘
  - Wii用ソフト『涼宮ハルヒの並列』エンディングテーマ
11. アイム・フリーダム [4:57]
作曲・編曲：虹音
  - Wii用ソフト『涼宮ハルヒの並列』エンディングテーマ